# Oscar Toepffer
Oscar Toepffer (* 4. November 1896 in Hamburg; † 9. August 1982 ebenda) war ein deutscher Jurist und war ab 1938 Beigeordneter und Senator des NS-Senates in Hamburg. Ab Ende Juni 1945 amtierte er kurzzeitig als Justizsenator im Hamburger Senat.

## Leben
Oscar Toepffer wurde als Sohn des Kaufmanns Karl Johannes Oscar Toepffer und seiner Ehefrau Elisabeth geboren. Er besuchte von 1905 bis 1914 das Realgymnasium des Johanneums, wo er als hervorragender Schüler das Abitur ablegte. Sein Vater verstarb bereits während Oscar Toepffers Schulzeit. Toepffer meldete sich freiwillig zum Kriegsdienst für den Ersten Weltkrieg und wurde im August 1914 eingezogen, er war bis Kriegsende an der Front eingesetzt und diente zuletzt im Rang eines Leutnants.
1919 begann er ein Studium der Rechts- und Staatswissenschaften in Jena und Hamburg, das er bereits im Mai 1921 mit dem ersten Staatsexamen abschloss. Das Referendariat absolvierte er bis Juli 1923 in Folge bei den Landherrenschaften sowie bei der Staatsanwaltschaft und beim Landgericht. Anschließend trat er als Jurist in den hamburgischen Staatsdienst ein und war wiederum bei der Landherrenschaft tätig, wo er nach seiner  Assessorenzeit im Jahr 1925 zum Regierungsrat und 1929 zum Oberregierungsrat befördert wurde.
Nach der Machtergreifung durch die Nationalsozialisten wechselte Toepffer im März 1933 in die Wohlfahrtsbehörde. Im Februar 1934 wurde er im hamburgischen Staatsamt eingesetzt und im November desselben Jahres zum Regierungsdirektor befördert. Obwohl Toepffer erst 1937 in die NSDAP eintrat und sich auch zuvor nicht in Partei-Organisationen engagiert hatte, profilierte er sich mit der rechtlichen Ausgestaltung des Groß-Hamburg-Gesetzes bei Bürgermeister Carl Vincent Krogmann und bei Reichsstatthalter Karl Kaufmann. Nach der Neuregelung der Hamburgischen Verfassung durch das neue Gesetz wurde Toepffer 1938 als Beigeordneter mit der Amtsbezeichnung Stadtrechtsrat Mitglied der Hamburger Regierung und war damit Leiter des Rechtsamtes und der Organisationsabteilung, des späteren Personalamts in Hamburg.
Während des Zweiten Weltkriegs war Toepffer von September 1939 bis Kriegsende 1945 als Soldat unter anderem in Polen, Frankreich und Dänemark eingesetzt und wurde zum Hauptmann und 1942 zum Major befördert. Während dieser Zeit führte er für wenige Monate von 1940 bis Mai 1941 vertretungsweise für Karl Witt die Schulverwaltung.
Nach Kriegsende hatte Toepffer im Zeitraum von Ende Juni bis Mitte November 1945, ernannt durch Bürgermeister Rudolf Petersen, wieder die Verantwortung für das Rechtsamt. Auch wurde ihm die neu eingerichtete Beratungsstelle für Wiedergutmachungsansprüche der in der Zeit des Nationalsozialismus wegen ihrer politischen oder weltanschaulichen Einstellung geschädigten Menschen unterstellt.
Aufgrund einer geringfügigen Tätigkeit Toepffers ab 1942 im Stiftungsrat der von Alfred Toepfer gegründeten Stiftung F. V. S., gegen welche die Britische Besatzungsmacht unter anderem wegen der Beziehungen des Stiftungsgründers zu hochrangigen NS-Funktionären ermittelte, wurde Toepffer verhört. Obwohl Bürgermeister Petersen der britischen Militärregierung gegenüber eine Erklärung über die Ehrenhaftigkeit Oscar Toepffers abgab, wurde dieser am 14. November 1945 aus dem Dienst entlassen. Im Rahmen seines Entnazifizierungsverfahrens im Oktober 1946 wurde ihm die Unbedenklichkeit bezüglich seiner Wiedereinstellung bescheinigt. Eine Wiedereinstellung wurde aber vom Hamburger Senat im Dezember 1946 abgelehnt mit der Begründung, es gebe keine Möglichkeit, Toepffer eine adäquate Position zu übertragen. 1952 wurde er aus dem Wartestand in den Ruhestand versetzt und erhielt eine Pension.
Nach der  Ablehnung seiner Wiedereinstellung erhielt er die Zulassung als Anwalt und vertrat unter anderem aus politischen Gründen entlassene ehemalige Nationalsozialisten bei der Durchsetzung ihrer Pensionsansprüche. Des Weiteren war er hauptsächlich im Bereich des Verwaltungsrechts tätig und beschäftigte sich dabei auch mit Gutachten für wichtige Gesetzesvorhaben, beispielsweise für ein neues Hochschulrahmengesetz.
Oscar Toepffer arbeitete bis 1978 als Anwalt in seinem Haus in Wohldorf. Er starb am 9. August 1982.

## Schriften
- Festschrift zur Feier des hundertjährigen Bestehens der Firma J. C. Frese & Co. in Hamburg am 1. November 1929: 1829–1929, Hamburg 1929.
- Die wichtigsten hamburgischen Gesetze und Verordnungen, Otto Meissners Verlag, Hamburg 1948.